# دوائر (فلم)
دوائر هو فيلم من نوع دراما أُصدر في 18 يناير 2013. الفيلم من إخراج سردان جولوبوفيك، أما السيناريو فكان من كتابة سرديان كوليفيتش.

## القصة
تقع أحداث الفيلم في تريبينيي وبلغراد وهاله نويشتت ‏. وقصة الفيلم الرئيسية حول حرب البوسنة والهرسك وحروب يوغوسلافيا وسردان ألكسيك ‏.

## طاقم التمثيل
- Radoje Čupić  [لغات أخرى]‏
- إمير هادزيهافيزبيغوفتش
- Boris Isaković [الإنجليزية]‏
- Nikola Rakočević [الإنجليزية]‏
- Hristina Popović [الإنجليزية]‏
- جينو يخنر  [لغات أخرى]‏
- Vuk Kostić [الإنجليزية]‏
- نيبويسا غلوغوفاتش
- Aleksandar Berček [الإنجليزية]‏
- Dejan Čukić [الإنجليزية]‏
- ياسنا ديوريسيتش
- Leon Lučev [الإنجليزية]‏

## وصلات خارجية
- مقالات تستعمل روابط فنية بلا صلة مع ويكي بيانات